# Liu Yandong
Liu Yandong (chiń. 刘延东; pinyin Liú Yándōng; ur. 1945 w Nantong) – chińska polityk, wicepremier Chińskiej Republiki Ludowej w latach 2013-2018.
Należy do grupy etnicznej Han. Ukończyła studia z zakresu inżynierii chemicznej na pekińskim Uniwersytecie Tsinghua, od 1964 roku jest członkiem KPCh.
Wieloletnia członek Ludowej Politycznej Konferencji Konsultatywnej Chin, od 2003 do 2008 roku była wiceprzewodniczącą jej Komitetu Krajowego. W latach 2008–2010 wiceprzewodnicząca Chińskiego Komitetu Olimpijskiego.
Od 2002 roku jest członkiem Komitetu Centralnego KPCh, a od 2007 roku także jego Biura Politycznego. Od 2008 roku zasiada w Radzie Państwa, w marcu 2013 roku została jednym z czterech wicepremierów ChRL w rządzie Li Keqianga. Piastowała to stanowisko do marca 2018 roku.